# قصر الوالدة باشا
قصر الوالدة باشا أو قصر خوشيار أو قصر هوشيار (بالتركية: Alwalda Paşa Sarayı)‏، أقدم الخديوي إسماعيل على بناء هذا القصر لوالدته خوشيار هانم عام 1873م، واستمر بناؤه حتى عام 1877م، بشمال منطقة حلوان .

## سبب الإنشاء

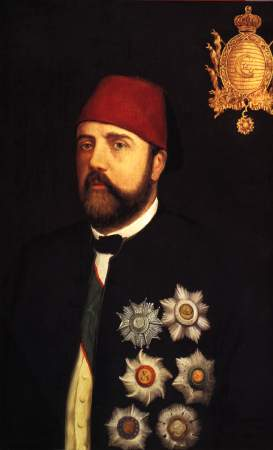
الخديوي إسماعيل

أقدم الخديوي إسماعيل على بناء هذا القصر بعد أن أصيبت والدته خوشيار هانم بمرض جلدى، ونصحه الأطباء بأن تبقى في المياه الكبريتية الموجودة بمنطقة عين حلوان.

## تاريخ
تم بناء قصر الوالدة سنة 1873م إلي أم الخديوي إسماعيل والي مصر( 1861 : 1879 )م، وقد كان هذا القصر من أعظم المباني الفخمة التي لم يبني مثلها (وكان احد أسباب الدين الذي حل بمصر في ذاك الوقت وتدخل الدول الأجنبية في شئون مصر الداخلية وفرض وزيران فرنسي وإنجليزي) .

## مواقعه الجغرافي
يقع على الضفة الشرقية لنهر النيل والقريبة من المياه الكبريتية، في أجمل بقاع حلوان، وأقيم القصر على مساحة ٨٤٠٠ متر، وأنشئ القصر على مساحة ٤٤٠ مترا فقط، وأمر الخديو بتمهيد الطريق المؤدى إلى حلوان، وهو المعروف الآن بكورنيش النيل، وقام بإعطاء الأراضى الشاسعة المحيطة بالقصر إلى خدم الوالدة باشا، «تعرف باسم عزبة الوالدة حالياً».
الموقع حالياً تقع شمال غرب حلوان بحوالي 4 كيلو متر تقريباً ويحدها من الجنوب عزبة الوالدة وعين حلوان ومن الشمال محطة كهرباء جنوب القاهرة ومن الشرق جامعة حلوان ومن الغرب كورنيش النيل .

## البناء
قام الخديوي إسماعيل بإحضار أفضل المهندسين الأجانب لبناء القصر، فقاموا باختيار مكان القصر، في سنة 1869م تم انتزاع الأراضي الزراعية المملوكة للأهالي عن طريق خليل اغا المأمور الزراعي في ذاك الوقت بأوامر من إسماعيل صدقي المفتش ناظر المالية و لم يعوض الأهالي ولكن تم حبس مجموعة وعزل عمدة حلوان من البرلمان «مجلس النواب» لأنه وقف موقف المعارض حيال انتزاع الأراضي والتي تم عرض جزء منها للبيع بسعر (2 مليم ) للمتر المربع، وتم اختيار عمدة جديد وتم تخصيص بعض الأراضي أيضا لزراعتها لحساب المأمورية الزراعية و يكون عائدها للمأمور الزراعي للإنفاق هو و أسرته وكان جملة ما تم نزعة من الأهالي حولي ثلاثمائة فدان .

## التصميم
يتكون القصر من عدد 366 حجرة ,وكان به من جميع أنواع أشجار الفاكهة ثلاثة أشجار مهما كانت ندرتها جلبها من بريطانيا, ومن أشجار الزينة و الرياحين كل ما يجول بخاطر الإنسان , وقد قام إسماعيل بتزويده بالإنارة بمصابيح الغاز على الجانبين. وصف المؤرخون القصر بأنه جنة في الأرض، وأعظم المباني الفخمة التي لم يبني مثلها، لما يتمتع بمساحة ضخمة، وزخازف ذهبية، ومفروشات فريدة، والعديد من التحف والتماثيل المحلاة بالذهب والفضة، ونحتاج لوصفه لمجلدات علي ما أشتمل عليه من حجرات و زينة وزخارف و مفروشات وما في حديقته من أشجار وزينه ورياحين.

## هدمه
وبعد وفاة خوشيار سرعان ما تحول القصر إلى مقر صغير للحكم، شهد على إجتماعات لبحث المشاريع القادمة، وحال البلاد آنذاك، إلا أنه بعد تولى الملك فاروق الحكم طلب الإنجليز منه استخدام القصر مستشفى لجنود الإنجليز، الأمر الذى أغضب فاروق فأمر بهدمه فوراً، وتحول إلى ناد لرياضة التنس، ونادي للترف سنة 1943.

## حالياً
تحولت ملاعب تنس الملك فاروق إلى محطة مياه شمال حلوان، ولم يتبق منه سوى الجزء الخاص بالخدم، والذى قسمته وزارة الآثار إلى جزأين، الأول خاص بمنطقة آثار حلوان، والثانى تحول إلى مركز إجتماعي لتنمية المرأة الريفية بحلوان تابع للهيئة العامة للإصلاح الزراعى.

## معرض الصور

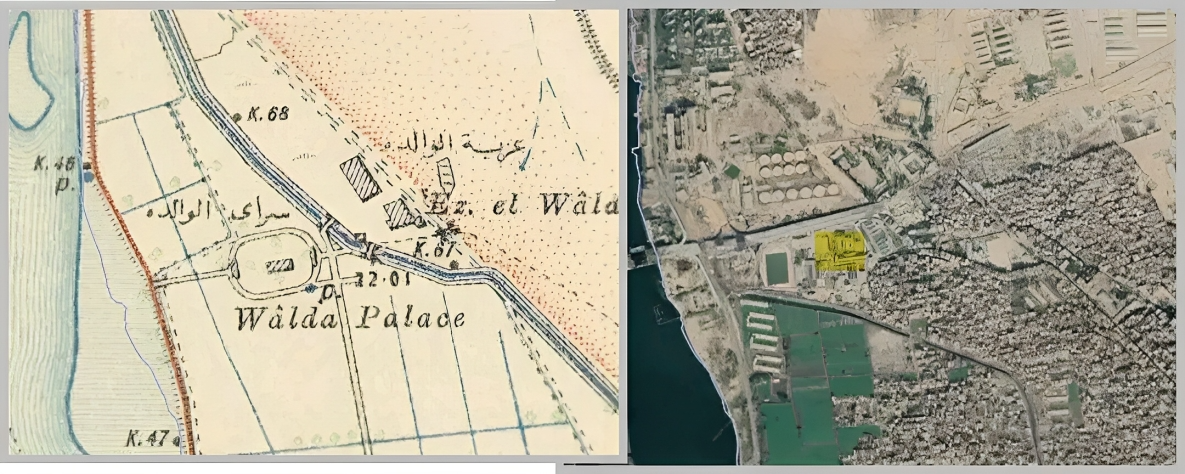
خريطة وموقع القصر من منطقة عزبة الوالدة

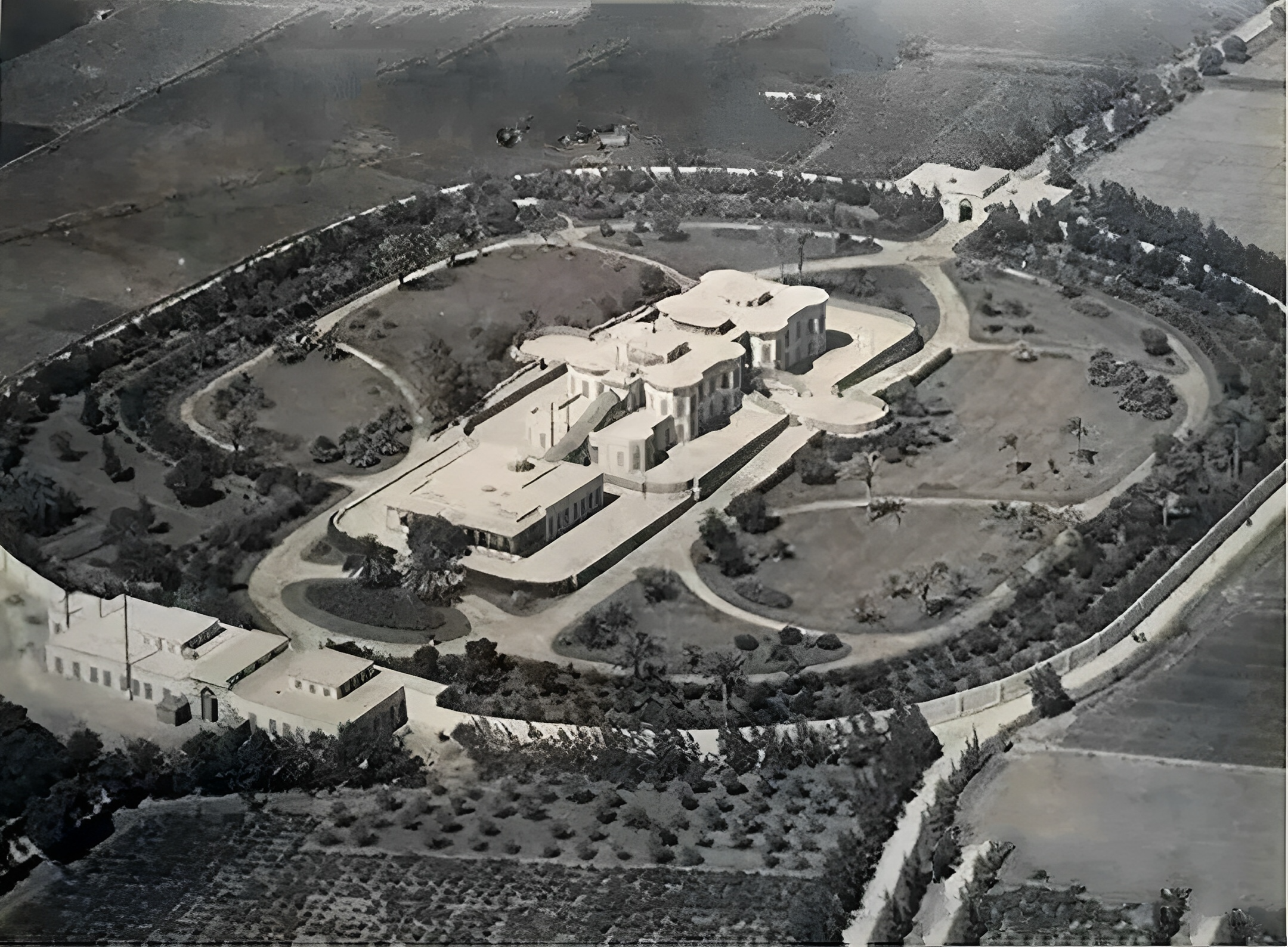
قصر الوالدة باشا من بواسطة سلاح الجوي الإنجليزي عام 1932م